# 那賀郡
- 令制国一覧 > 南海道 > 阿波国 > 那賀郡
- 日本 > 四国地方 > 徳島県 > 那賀郡

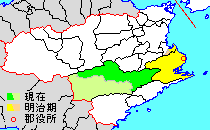
徳島県那賀郡の位置（緑：那賀町 薄緑：後に他郡から編入した区域 薄黄：後に他郡に編入された区域）

現在の徳島県那賀郡
拡大表示（SVGファイル対応ブラウザのみ）

那賀郡（なかぐん・ながのこおり）は、徳島県（阿波国）の郡。
人口6,414人、面積694.98km²、人口密度9.23人/km²。（2025年2月1日、推計人口）
以下の1町を含む。
- 那賀町（なかちょう）

## 郡域
1879年（明治12年）に行政区画として発足した当時の郡域は、下記の区域にあたる。
- 阿南市の全域
- 小松島市の一部（豊浦町、赤石町、立江町、櫛渕町以東）
- 那賀町の一部（横石、水崎、桜谷、小浜、長安、日真、木頭、坂州、横谷、川成、岩倉より北東）

## 歴史
当郡は古代長国造の領域であり、そのため郡名も「なが」と読まれていた。
平安時代末期から寛文4年（1664年）までは那東郡・那西郡に分かれていた。また、同時期に海部郡を分離した。

### 古代

#### 式内社
『延喜式』神名帳に記される郡内の式内社。
| 神名帳             | 神名帳                      | 神名帳 | 神名帳                 | 比定社                   | 比定社                   | 比定社             | 集成 |
| 社名               | 読み                        | 格     | 付記                   | 社名                     | 所在地                   | 備考               | 集成 |
| ------------------ | --------------------------- | ------ | ---------------------- | ------------------------ | ------------------------ | ------------------ | ---- |
| 那賀郡 7座（並小） |                             |        |                        |                          |                          |                    |      |
| 和耶神社           | ワヤノ                      | 小     |                        | （合祀）羽浦神社         | 徳島県阿南市羽ノ浦町中庄 |                    |      |
| 宇奈為神社         | ウナヰノ                    | 小     |                        | 宇奈為神社               | 徳島県那賀郡那賀町木頭   |                    |      |
| 和奈佐意富曽神社   | ワナサイフソノ ワナサオホソ | 小     |                        | （論）和奈佐意富曽神社   | 徳島県海部郡海陽町大里   |                    |      |
| 和奈佐意富曽神社   | ワナサイフソノ ワナサオホソ | 小     | （論）（合祀）羽浦神社 | 徳島県阿南市羽ノ浦町中庄 |                          |                    |      |
| 和奈佐意富曽神社   | ワナサイフソノ ワナサオホソ | 小     | （論）蛭子神社         | 徳島県那賀郡那賀町和食   |                          |                    |      |
| 室比賣神社         | ムロヒメノ                  | 小     |                        | 室比賣神社               | 徳島県阿南市新野町入田   |                    |      |
| 室比賣神社         | ムロヒメノ                  | 小     | 阿津神社               | 徳島県海部郡海陽町相川   |                          |                    |      |
| 建比売神社         | タケ-                       | 小     |                        | 古烏神社                 | 徳島県阿南市宝田町       | 正八幡神社境外末社 |      |
| 八桙神社           | -ホコノ                     | 小     |                        | 八桙神社                 | 徳島県阿南市長生町       |                    |      |
| 賀志波比売神社     | カシハヒメノ                | 小     |                        | （論）津峯神社           | 徳島県阿南市津乃峰町     |                    |      |
| 賀志波比売神社     | カシハヒメノ                | 小     | （論）賀志波比売神社   | 徳島県阿南市見能林町     | 八幡神社飛地境内社       |                    |      |
| 凡例を表示         |                             |        |                        |                          |                          |                    |      |

### 近世以降の沿革
- 明治初年時点で、全域が阿波徳島藩領であった。「旧高旧領取調帳」に記載されている村は以下の通り。（144村5浦）

敷地村、今津浦、大林村、宮倉村、和田津新田、和田島村、間新田村、坂野村、岩脇村、中庄村、古庄村、西原村、七見村、西路見村、黒津地浦、辰巳新田村、日開野村、芥原村、原ヶ崎村、赤池村、中島浦、北中島村、上福井村、椿泊浦、工地村、苅屋村、芳崎村、古津村、原村、三栗村、大京原村、島尻村、八幡村、色ヶ島村、手島村、江野島村、小延村、黒地村、櫛淵村、古毛村、山口村、北荒田野村、阿瀬比村、中山村、和食村、和食町、土佐町、小仁宇村、阿井村、百合村、百合谷村、朝生村、馬路村、鮎川村、谷内村、牛輪村、入野村、請谷村、西納村、相名村、内山村、榎谷村、平野村、井谷村、簗ノ上村、雄村、鉢村、大久保村、吉野村、蔭谷村、花瀬村、横石村、朴野村、日浦村、音谷村、臼ヶ谷村、水崎村、桜谷村、小浜村、菖蒲村、長安村、檜曽根村、拝宮村、木頭村、掛盤村、坂洲村、木頭名村、阿津江村、小畠村、岩倉村、沢谷村、当山村、出羽村、東尾村、竹ヶ谷村、橘浦、下福井村、椿地村、椿村、桑野村、内原村、廿枝村、中林村、答島村、石塚村、領家村、富岡町、立善寺村、横見村、柳島村、南島村、岡村、中原村、三倉村、大谷村、宮内村、西方村、今市村、本庄村、下荒井村、上大野村、中大野村、下大野村、楠根村、吉井村、深瀬村、加茂村、明谷村、上荒井村、水井村、大原村、学原村、見野方村、細野村、十八女村、才見村、南荒田野村、仁宇村、大井村、立江村、豊浦浜村、豊益新田村、延野村、日真村、川成村、横谷村、高野村、小泉村、寺内村
- 明治4年
  - 7月14日（1871年8月29日） - 廃藩置県により徳島県（第1次）の管轄となる。
  - 11月15日（1871年12月26日） - 第1次府県統合により名東県の管轄となる。
- 明治初年 - 常盤新田村が起立。（145村5浦）
- 明治8年（1875年） - 北荒田野村が荒田野村に、南荒田野村が豊田村にそれぞれ改称。
- 明治9年（1876年）8月21日 - 第2次府県統合により高知県の管轄となる。
- 明治12年（1879年）1月4日[5] - 郡区町村編制法の高知県での施行により行政区画としての那賀郡が発足。郡役所が富岡村に設置。
- 明治13年（1880年）3月2日 - 徳島県（第2次）の管轄となる。

### 町村制以降の沿革

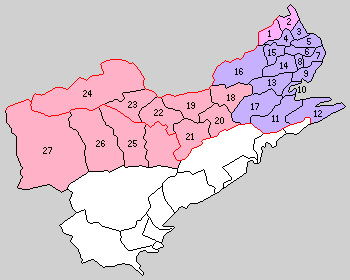
1.立江村 2.坂野村 3.今津浦村 4.羽ノ浦村 5.平島村 6.中野島村 7.富岡村 8.宝田村 9.見能林村 10.橘浦村 11.福井村 12.椿村 13.桑野村 14.長生村 15.大野村 16.加茂谷村 17.新野村 18.鷲敷村 19.相生村 20.延野村 21.日野谷村 22.宮浜村 23.坂州木頭村 24.沢谷村 25.平谷村 26.上木頭村 27.木頭村（桃：小松島市 紫：阿南市 赤：那賀町）

- 明治22年（1889年）10月1日 - 町村制の施行により、以下の各村が発足。特記以外は現・阿南市。（24村）
  - 立江村 ← 立江村、櫛淵村（現・小松島市）
  - 坂野村 ← 坂野村、和田島村、和田津新田、間新田村、豊浦浜村、常盤新田村、大林村［大部分］、宮倉村［一部］（現・小松島市）
  - 今津浦村 ← 芳崎村、今津浦、八幡村、色ヶ島村、手島村、黒地村、小延村、島尻村、敷地村、江野島村
  - 羽ノ浦村 ← 中庄村、岩脇村、古毛村、古庄村、宮倉村［大部分］、大林村［一部］
  - 平島村 ← 中島浦、北中島村、原村、西原村、大京原村、古津村、三栗村、赤池村、苅屋村、工地村、上福井村
  - 中野島村 ← 柳島村、横見村、中原村、岡村、南島村
  - 富岡村 ← 富岡町、石塚村、領家村、学原村、西路見村、七見村、日開野村、黒津地浦、辰巳新田村、原ヶ崎村、豊益新田村、芥原村
  - 宝田村 ← 下荒井村、善寺村、今市村
  - 見能林村 ← 答島村、見能方村、中林村、才見村
  - 橘浦村 ← 橘浦［大部分］、下福井村［一部］
  - 福井村 ← 下福井村［大部分］、橘浦［一部］、椿地村
  - 椿村 ← 椿泊浦、椿村
  - 桑野村 ← 桑野村、内原村、山口村、阿瀬比村、橘浦［一部］
  - 長生村 ← 上荒井村、明谷村、大原村、大谷村、宮内村、三倉村、本庄村、西方村
  - 大野村 ← 下大野村、上大野村、中大野村、吉井村［一部］
  - 加茂谷村 ← 楠根村、深瀬村、加茂村、十八女村、水井村、大井村、細野村、吉井村［大部分］
  - 新野村 ← 豊田村、荒田野村、廿枝村、下福井村［一部］
  - 鷲敷村 ← 和食町、和食村、土佐町、小仁宇村、仁宇村、阿井村、百合村、百合谷村、中山村（現・那賀町）
  - 相生村 ← 谷内村、平野村、馬路村、井谷村、榎谷村、相名村、内山村、竹ヶ谷村、請谷村、入野村［一部］、大久保村［一部］、西納村、音谷村［一部］（現・那賀町）
  - 延野村 ← 吉野村、延野村、牛輪村、鮎川村、朝生村、簗ノ上村、鉢村、雄村［大部分］、入野村［大部分］（現・那賀町）
  - 日野谷村 ← 朴野村、蔭谷村、花瀬村、日浦村、大久保村［大部分］、横石村、雄村［一部］（現・那賀町）
  - 宮浜村 ← 拝宮村、日真村、東尾村、菖蒲村、檜曽根村、長安村、小浜村、臼ヶ谷村、桜谷村、水崎村、音谷村［大部分］（現・那賀町）
  - 坂州木頭村 ← 木頭村、坂洲村、当山村、出羽村、木頭名村、阿津江村（現・那賀町）
  - 沢谷村 ← 沢谷村、岩倉村、川成村、小畠村、横谷村、掛盤村、高野村、小泉村、寺内村（現・那賀町）
- 明治24年（1891年）4月1日 - 郡制を施行。
- 明治38年（1905年）10月10日 - 富岡村が町制施行して富岡町となる。（1町23村）
- 明治41年（1908年）
  - 7月10日 - 鷲敷村が町制施行して鷲敷町となる。（2町22村）
  - 7月20日 - 立江村が町制施行して立江町となる。（3町21村）
- 大正元年（1912年）10月1日 - 橘浦村が町制施行・改称して橘町となる。（4町20村）
- 大正4年（1915年）
  - 1月1日 - 今津浦村が改称して今津村となる。
  - 11月10日 - 新野村が町制施行して新野町となる。（5町19村）
- 大正7年（1918年）2月11日 - 羽ノ浦村が町制施行して羽ノ浦町となる。（6町18村）
- 大正12年（1923年）4月1日 - 郡会が廃止。郡役所は存続。
- 大正15年（1926年）7月1日 - 郡役所が廃止。以降は地域区分名称となる。
- 昭和4年（1929年） 7月1日 - 宮浜村が海部郡下木頭村を編入。
- 昭和15年（1940年）
  - 2月11日 - 桑野村が町制施行して桑野町となる。（7町17村）
  - 4月1日 - 坂野村が町制施行して坂野町となる。（8町16村）
  - 12月10日 - 椿村が町制施行して椿町となる。（9町15村）
- 昭和18年（1943年）11月1日 - 坂州木頭村が改称して坂州村となる。
- 昭和26年（1951年）
  - 1月1日 - 海部郡中木頭村・上木頭村・木頭村の所属郡が本郡に変更。中木頭村が改称して平谷村となる。（9町18村）
  - 4月1日 - 立江町が勝浦郡小松島町に編入。（8町18村）
- 昭和29年（1954年）3月31日（8町14村）
  - 中野島村・富岡町・宝田村・長生村および大野村の一部（下大野のうち字明見を除く）が合併し、改めて富岡町が発足。
  - 大野村の残部（下大野のうち字明見）が羽ノ浦町に編入。
- 昭和30年（1955年）
  - 1月1日 - 加茂谷村が富岡町に編入。（8町13村）
  - 3月16日 - 見能林村が富岡町に編入。（8町12村）
  - 3月26日 - 橘町・福井村・椿町・新野町が合併し、改めて橘町が発足。（6町11村）
  - 4月10日 - 坂州村・沢谷村が合併して木沢村が発足。（6町10村）
  - 4月15日 - 桑野町が富岡町に編入。（5町10村）
- 昭和31年（1956年）9月30日（6町4村）
  - 坂野町が小松島市に編入。
  - 宮浜村・平谷村が合併して上那賀村が発足。
  - 延野村・日野谷村・相生村が合併して相生町が発足。
  - 今津村・平島村が合併して那賀川町が発足。
- 昭和32年（1957年）1月1日（7町2村）
  - 木頭村および上木頭村の一部（助）が合併し、改めて木頭村が発足。
  - 上那賀村が上木頭村の残部（海川）を編入のうえ町制施行して上那賀町となる。
- 昭和33年（1958年）5月1日 - 富岡町・橘町が合併して阿南市が発足し、郡より離脱。（5町2村）
- 平成17年（2005年）3月1日 - 鷲敷町・相生町・上那賀町・木沢村・木頭村が合併して那賀町が発足。（3町）
- 平成18年（2006年）3月20日 - 那賀川町・羽ノ浦町が阿南市に編入。（1町）

### 変遷表
|  | 明治22年4月1日  | 明治22年 - 明治45年   | 大正1年 - 大正15年           | 昭和1年 - 昭和20年          | 昭和21年 - 昭和30年                 | 昭和21年 - 昭和30年          | 昭和31年 - 昭和64年                              | 平成1年 - 現在               | 現在     |
|  | --------------- | --------------------- | ---------------------------- | --------------------------- | ----------------------------------- | ---------------------------- | ------------------------------------------------ | ---------------------------- | -------- |
|  | 立江村          | 明治41年7月10日 町制  | 立江町                       | 立江町                      | 昭和26年4月1日 勝浦郡小松島町に編入 | 昭和26年6月1日 市制          | 小松島市                                         | 小松島市                     | 小松島市 |
|  | 坂野村          | 坂野村                | 坂野村                       | 昭和15年4月1日 町制         | 坂野町                              | 坂野町                       | 昭和31年9月30日 小松島市に編入                   | 小松島市                     | 小松島市 |
|  | 平島村          | 平島村                | 平島村                       | 平島村                      | 平島村                              | 平島村                       | 昭和31年9月30日 那賀川町                         | 平成18年3月20日 阿南市に編入 | 阿南市   |
|  | 今津浦村        | 今津浦村              | 大正10年1月1日 改称 今津村   | 今津村                      | 今津村                              | 今津村                       | 昭和31年9月30日 那賀川町                         | 平成18年3月20日 阿南市に編入 | 阿南市   |
|  | 羽ノ浦村        | 羽ノ浦村              | 大正7年2月11日 町制          | 羽ノ浦町                    | 羽ノ浦町                            | 羽ノ浦町                     | 羽ノ浦町                                         | 平成18年3月20日 阿南市に編入 | 阿南市   |
|  | 大野村          | 大野村                | 大野村                       | 大野村                      | 昭和29年3月31日 羽ノ浦町に編入      | 羽ノ浦町                     | 羽ノ浦町                                         | 平成18年3月20日 阿南市に編入 | 阿南市   |
|  | 大野村          | 大野村                | 大野村                       | 大野村                      | 昭和29年3月31日 富岡町              | 富岡町                       | 昭和33年5月1日 阿南市                            | 阿南市                       | 阿南市   |
|  | 富岡村          | 明治38年10月10日 町制 | 富岡町                       | 富岡町                      | 昭和29年3月31日 富岡町              | 富岡町                       | 昭和33年5月1日 阿南市                            | 阿南市                       | 阿南市   |
|  | 中野島村        | 中野島村              | 中野島村                     | 中野島村                    | 昭和29年3月31日 富岡町              | 富岡町                       | 昭和33年5月1日 阿南市                            | 阿南市                       | 阿南市   |
|  | 宝田村          | 宝田村                | 宝田村                       | 宝田村                      | 昭和29年3月31日 富岡町              | 富岡町                       | 昭和33年5月1日 阿南市                            | 阿南市                       | 阿南市   |
|  | 長生村          | 長生村                | 長生村                       | 長生村                      | 昭和29年3月31日 富岡町              | 富岡町                       | 昭和33年5月1日 阿南市                            | 阿南市                       | 阿南市   |
|  | 加茂谷村        | 加茂谷村              | 加茂谷村                     | 加茂谷村                    | 加茂谷村                            | 昭和30年1月1日 富岡町に編入  | 昭和33年5月1日 阿南市                            | 阿南市                       | 阿南市   |
|  | 見能林村        | 見能林村              | 見能林村                     | 見能林村                    | 見能林村                            | 昭和30年3月16日 富岡町に編入 | 昭和33年5月1日 阿南市                            | 阿南市                       | 阿南市   |
|  | 桑野村          | 桑野村                | 桑野村                       | 昭和15年2月11日 町制        | 桑野町                              | 昭和30年4月15日 富岡町に編入 | 昭和33年5月1日 阿南市                            | 阿南市                       | 阿南市   |
|  | 橘浦村          | 橘浦村                | 大正1年10月1日 町制改称 橘町 | 橘町                        | 橘町                                | 昭和30年3月26日 橘町         | 昭和33年5月1日 阿南市                            | 阿南市                       | 阿南市   |
|  | 新野村          | 新野村                | 大正4年11月10日 町制         | 新野町                      | 新野町                              | 昭和30年3月26日 橘町         | 昭和33年5月1日 阿南市                            | 阿南市                       | 阿南市   |
|  | 椿村            | 椿村                  | 椿村                         | 昭和15年12月10日 町制       | 椿町                                | 昭和30年3月26日 橘町         | 昭和33年5月1日 阿南市                            | 阿南市                       | 阿南市   |
|  | 福井村          | 福井村                | 福井村                       | 福井村                      | 福井村                              | 昭和30年3月26日 橘町         | 昭和33年5月1日 阿南市                            | 阿南市                       | 阿南市   |
|  | 鷲敷村          | 明治40年7月20日 町制  | 鷲敷町                       | 鷲敷町                      | 鷲敷町                              | 鷲敷町                       | 鷲敷町                                           | 平成17年3月1日 那賀町        | 那賀町   |
|  | 相生村          | 相生村                | 相生村                       | 相生村                      | 相生村                              | 相生村                       | 昭和31年9月30日 相生町                           | 平成17年3月1日 那賀町        | 那賀町   |
|  | 日野谷村        | 日野谷村              | 日野谷村                     | 日野谷村                    | 日野谷村                            | 日野谷村                     | 昭和31年9月30日 相生町                           | 平成17年3月1日 那賀町        | 那賀町   |
|  | 延野村          | 延野村                | 延野村                       | 延野村                      | 延野村                              | 延野村                       | 昭和31年9月30日 相生町                           | 平成17年3月1日 那賀町        | 那賀町   |
|  | 坂州木頭村      | 坂州木頭村            | 坂州木頭村                   | 昭和18年11月1日 改称 坂州村 | 坂州村                              | 昭和30年4月10日 木沢村       | 木沢村                                           | 平成17年3月1日 那賀町        | 那賀町   |
|  | 沢谷村          | 沢谷村                | 沢谷村                       | 沢谷村                      | 沢谷村                              | 昭和30年4月10日 木沢村       | 木沢村                                           | 平成17年3月1日 那賀町        | 那賀町   |
|  | 宮浜村          | 宮浜村                | 宮浜村                       | 宮浜村                      | 宮浜村                              | 宮浜村                       | 昭和31年9月30日 上那賀村 昭和32年1月1日 上那賀町 | 平成17年3月1日 那賀町        | 那賀町   |
|  | 海部郡 下木頭村 | 海部郡 下木頭村       | 海部郡 下木頭村              | 昭和4年7月1日 宮浜村に編入  | 宮浜村                              | 宮浜村                       | 昭和31年9月30日 上那賀村 昭和32年1月1日 上那賀町 | 平成17年3月1日 那賀町        | 那賀町   |
|  | 海部郡 中木頭村 | 海部郡 中木頭村       | 海部郡 中木頭村              | 海部郡 中木頭村             | 昭和26年1月1日 那賀郡               | 平谷村                       | 昭和31年9月30日 上那賀村 昭和32年1月1日 上那賀町 | 平成17年3月1日 那賀町        | 那賀町   |
|  | 海部郡 上木頭村 | 海部郡 上木頭村       | 海部郡 上木頭村              | 海部郡 上木頭村             | 昭和26年1月1日 那賀郡               | 上木頭村                     | 昭和31年9月30日 上那賀村 昭和32年1月1日 上那賀町 | 平成17年3月1日 那賀町        | 那賀町   |
|  | 海部郡 上木頭村 | 海部郡 上木頭村       | 海部郡 上木頭村              | 海部郡 上木頭村             | 昭和26年1月1日 那賀郡               | 上木頭村                     | 昭和32年1月1日 木頭村                            | 平成17年3月1日 那賀町        | 那賀町   |
|  | 海部郡 奥木頭村 | 海部郡 奥木頭村       | 海部郡 奥木頭村              | 海部郡 木頭村               | 昭和26年1月1日 那賀郡               | 木頭村                       |                                                  | 平成17年3月1日 那賀町        | 那賀町   |

## 行政
高知県那賀郡長
| 代 | 氏名 | 就任年月日               | 退任年月日               | 備考         |
| -- | ---- | ------------------------ | ------------------------ | ------------ |
| 1  |      | 明治12年（1879年）1月4日 |                          |              |
|    |      |                          | 明治13年（1880年）3月1日 | 徳島県に移管 |

徳島県那賀郡長
| 代 | 氏名 | 就任年月日               | 退任年月日                | 備考                   |
| -- | ---- | ------------------------ | ------------------------- | ---------------------- |
| 1  |      | 明治13年（1880年）3月2日 |                           |                        |
|    |      |                          | 大正15年（1926年）6月30日 | 郡役所廃止により、廃官 |